# ちぎれ雲 (高木たかしの曲)
「ちぎれ雲」（ちぎれぐも）は、1963年7月に発売された高木たかしのシングル。

## 収録曲
- 両楽曲共に、作詞：水島哲、作曲：狛林正一、編曲：今泉俊明

1. ちぎれ雲（3分6秒）
演奏：今泉俊明セプテット、コロムビア・ストリングス
2. 若い道（3分20秒）
演奏：今泉俊明セプテット